# Maurice Fernez
Pour les articles homonymes, voir Fernez.
 (octobre 2011).
Si vous disposez d'ouvrages ou d'articles de référence ou si vous connaissez des sites web de qualité traitant du thème abordé ici, merci de compléter l'article en donnant les références utiles à sa vérifiabilité et en les liant à la section « Notes et références ».
Maurice Fernez, né le 30 août 1885 et mort le 31 janvier 1952 à Alfortville est un inventeur français, pionnier dans le domaine de la respiration subaquatique et des masques à gaz. Ses inventions innovantes ont aidé à transformer la plongée sous-marine, la faisant évoluer du scaphandre « pied lourd » au scaphandre autonome pendant la première moitié du XXe siècle. En réalité aucun de ses appareils respiratoires n'était autonome, ils étaient tous alimentés en air de surface, mais certains de ses brevets furent utilisés par des pionniers de la plongée autonome, comme son embout avec valve de non-retour, qui fut adopté par Yves le Prieur pour un scaphandre autonome breveté en 1926 par les deux hommes, le scaphandre Fernez-Le Prieur.
Maurice Fernez est également homme d'affaires, avec la création de sa société qui fabrique et vend l'appareil respiratoire qu'il a inventé. Il élargit sa gamme de produits pour y inclure des masques à gaz, des respirateurs et des filtres.

## Invention de l'appareil respiratoire Fernez
Durant son enfance, Fernez est jeté à l'eau au cours d'un jeu, provoquant un barotraumatisme et une blessure au pied qui le laissera boiteux toute sa vie. De cet évènement, il décide de créer un dispositif permettant à un nageur de se maintenir sous l'eau quelques minutes afin d'éviter les noyades. Cela doit être un dispositif léger et simple qui pourrait être rapidement mis en action, contrairement à l'équipement traditionnel, lourd avec sa combinaison de plongée et son casque en métal. Dès 1905 il commence ses expériences.
La première idée de Fernez est un ballon en caoutchouc relié à la bouche du nageur par un tube. Le principe est de fournir un réservoir d'air qui peut être inspiré et expiré. Mais il se rend vite compte que cela ne fonctionne que deux ou trois respirations.
L'idée suivant est d'utiliser un tuyau en caoutchouc souple reliant la bouche du plongeur à un apport d'air à la surface soutenu par un flotteur. Fernez dépose un brevet sur cette invention, le 14 mai 1912, brevet accordé le 22 juillet 1912. Une extrémité du tuyau propose un embout buccal en forme de « T » avec une valve de non-retour et l'autre un échappement en « un bec de canard », la respiration naturelle du plongeur devant suffire pour aspirer puis expirer l'air dans le tuyau à travers les soupapes. Au-delà d'un mètre de profondeur, tout au plus un mètre et demi, la respiration dans le tuyau devient impossible à cause de la pression de l'eau qui comprime la poitrine. Fernez réalise rapidement que l'air doit être fourni au plongeur sous une pression suffisante pour équilibrer la pression de l'eau et la profondeur du plongeur. Il ajoute une pompe à air manuelle Michelin, du type utilisé pour gonfler les pneus de voiture, pour injecter l'air dans le tuyau, ainsi qu'une pince pour le nez du plongeur pour empêcher l'entrée d'eau, et des lunettes pour protéger les yeux et permettre une vision sous-marine. L'air est pompé en continu le long du tuyau et à travers la soupape de l'embout, équilibrant ainsi la pression dans l'embout et celle de l'eau à une profondeur donnée. Le plongeur peut respirer à partir de ce flux d'air sans difficulté. Cet appareil de respiration est le modèle « Fernez 1 ».
Durant l'été 1912 Fernez teste son matériel de plongée par 6 mètres de profondeur dans la Seine près d'Alfortville et en restant immergé pendant 58 minutes, seulement contraint de remonter à cause du froid. Le 20 août 1912 il fait une démonstration aux autorités de plongée à Paris, toujours à 6 mètres de profondeur, dans la Seine entre les ponts de Sully et Marie, sur des périodes de 10  et   6 minutes. Le 27 octobre, une épreuve scientifique est organisée par la société française de sauvetage dans une piscine sur l'avenue Ledru-Rollin à Paris. Un bénévole, Sigismond Bouyer, reste sous l'eau pendant 35 minutes et est ensuite examiné par le Docteur Frémin qui confirme que ses rythmes respiratoire et cardiaque sont normaux. Interrogé par le médecin, Bouyer explique qu'il n'a ressenti aucune gêne et aurait pu rester sous l'eau indéfiniment.
En 1920, pour atteindre des profondeurs plus importantes, Fernez allonge le tuyau à 45 mètres de long et remplace la pompe à pneus par une pompe plus puissante exploitée par deux hommes au lieu d'un. Ce dispositif est le modèle « Fernez 2 ». À une faible profondeur, le plongeur peut porter les lunettes Fernez brevetées, et à une plus grande profondeur il dispose d'un masque en caoutchouc avec deux lentilles, l'une en face de chaque œil. Fernez reçoit la visite d'une mission commerciale dirigée par le ministre grec de l’Économie, Andréas Michalakópoulos, pour voir le nouveau modèle « Fernez 2 ». Des ensembles de plongée sont fournis à la Grèce pour équiper les pêcheurs d'éponges.
En 1923, Fernez remporte une médaille d'or à l'Exposition Pasteur et son équipement de plongée est montré au public en décembre à l'Exposition de Physique et de Télégraphie Sans Fil à Paris.
En 1925, Fernez fait une démonstration de son appareil à l'Exposition Industrielle et Technique devant Yves Le Prieur. Ce dernier propose à Fernez d'unir leurs forces pour créer le concept d'un appareil de respiration totalement autonome, avec un réservoir d'air supprimant la nécessité d'être relié à la surface.
En 1926, Le Prieur et Fernez présentent leur nouvel équipement de plongée autonome. Au lieu du long tuyau relié à la surface, un réservoir d'air est porté sur le dos par le plongeur et fournit un flux continu d'air à l'embout buccal Fernez. La pression est réglable à la main grâce à un régulateur de pression conçu par Le Prieur, et il y a deux manomètres, un pour la pression du réservoir et un pour la pression de sortie. Il est le premier système pratique de l'auto-immersion qui libère le plongeur de tous les liens avec la surface. Cet équipement est appelé appareil « Fernez-Le Prieur ». Le 6 août 1926 Fernez et Le Prieur font une démonstration publique de leur appareil dans la piscine des Tourelles à Paris, et il est ensuite approuvé par la Marine Française.
En 1933, Le Prieur abandonne les lunettes, le pince-nez et le bec valve unidirectionnel de Fernez, et les remplace par un masque facial complet de son invention, directement relié au réservoir. L'ensemble des brevets ultérieurs sont donc déposés le nom de « Appareil Le Prieur ».